# Elettrotreno FART/SSIF ABe 4/6
L'ABe 4/6 è un elettrotreno a scartamento metrico in servizio sulla ferrovia Locarno-Domodossola.

## Storia
L'utenza in aumento e l'inclusione nel concetto Ferrovia 2000 spinsero le Ferrovie Autolinee Regionali Ticinesi (FART) a prendere in considerazione, sul finire degli anni ottanta, la possibilità di un rinnovo della flotta in servizio sulla ferrovia Locarno—Domodossola. Nell'ambito del settimo credito quadro federale, le FART ordinarono quindi agli Ateliers de Constructions Mécaniques de Vevey sei elettrotreni del tipo ABe 4/6 (destinati al traffico internazionale e finanziati per il 60% dalla Confederazione e per il 40% dal Canton Ticino). Oltre a questi vennero ordinati dalle FART due elettrotreni, il primo «destinat[o] al traffico regionale e locale» e «finanziat[o] con l'aliquota normale» (31% a carico della Confederazione e 69% a carico del Cantone), il secondo invece come composizione di riserva interamente finanziata (a titolo di anticipo sul successivo credito quadro federale) dal Cantone. La Società Subalpina di Imprese Ferroviarie (SSIF), compagnia consorella delle FART, si accodò ordinando quattro elettrotreni (in un primo tempo era previsto l'acquisto di due soli elettrotreni «finanziati [...] d'intesa con l'[Ufficio federale dei trasporti], mediante un prestito bancario con l'intermediazione delle FART, garantito [...] dalla cessione degli introiti conseguiti in Svizzera per il traffico internazionale tramite l'Ufficio di compensazione delle FFS»). A fornitura già in corso, le FART decisero di allestire le ultime due unità del loro lotto come di sola prima classe.
L'elettrotreno ABe 4/6 51 è andato distrutto in un incendio il 15 gennaio 2009.

## Caratteristiche

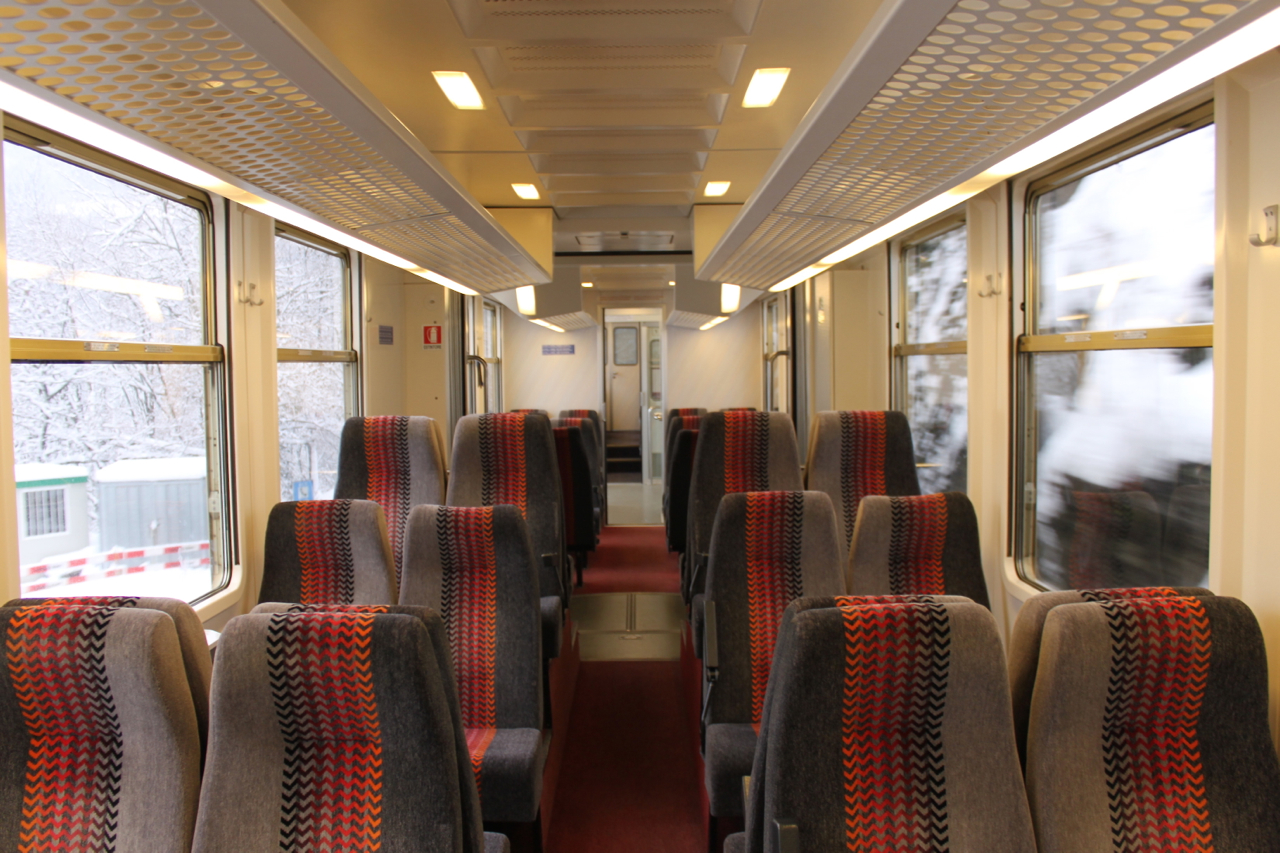
Parte centrale a pianale ribassato con allestimenti di seconda classe di un ABe 4/6 delle FART.

Gli elettrotreni ABe 4/6 sono stati concepiti per coniugare le esigenze sia del traffico prettamente turistico che di quello vicinale. Gli elettrotreni si compongono di due casse in acciaio saldato articolate e a pianale parzialmente ribassato. Per favorire un migliore godimento del panorama da parte dei turisti, gli elettrotreni sono stati dotati di finestrini apribili. Gli allestimenti interni non si differenziano tra prima e seconda classe se non per differenti rivestimento e disposizione dei sedili; i pavimenti sono ricoperti da uno strato antisdrucciolevole nei vestiboli e da moquette nei compartimenti viaggiatori.
I carrelli motori sono basati sul sistema modulare per ferrovie secondarie della SIG; il carrello portante, derivato da quello in uso sui veicoli Be 4/8 731-742 degli Städtische Verkehrsbetriebe Bern, è traslato di 1750 mm rispetto al punto di congiunzione delle due casse in modo tale da rendere possibile il mantenimento della stessa quota del piano di calpestio in tutta la parte a pianale ribassato.
Gli elettrotreni sono predisposti, dal punto di vista delle prestazioni dell'equipaggiamento elettrico, per l'aggiunta di un'ulteriore cassa centrale così da ottenere un rodiggio Bo' 2' 2' Bo'.

## Impiego
Gli elettrotreni ABe 4/6 sono impiegati da entrambe le compagnie sia nel traffico locale che in quello internazionale.

## Nomi
I dodici elettrotreni sono stati sin dal periodo immediatamente successivo all'entrata in servizio battezzati con toponimi perlopiù locali:
- ABe 4/6 51 "Locarno"
- ABe 4/6 52 "Muralto"
- ABe 4/6 53 "Ascona"
- ABe 4/6 54 "Intragna"
- ABe 4/6 55 "Vallemaggia"
- ABe 4/6 56 "Lago Maggiore"
- Ae 4/6 57 "Città di Berna"
- Ae 4/6 58 "Losanna"
- ABe 4/6 61 "S. Maria Maggiore"
- ABe 4/6 62 "Re"
- ABe 4/6 63 "Malesco"
- ABe 4/6 64 "Druogno"

## ABe 4/8

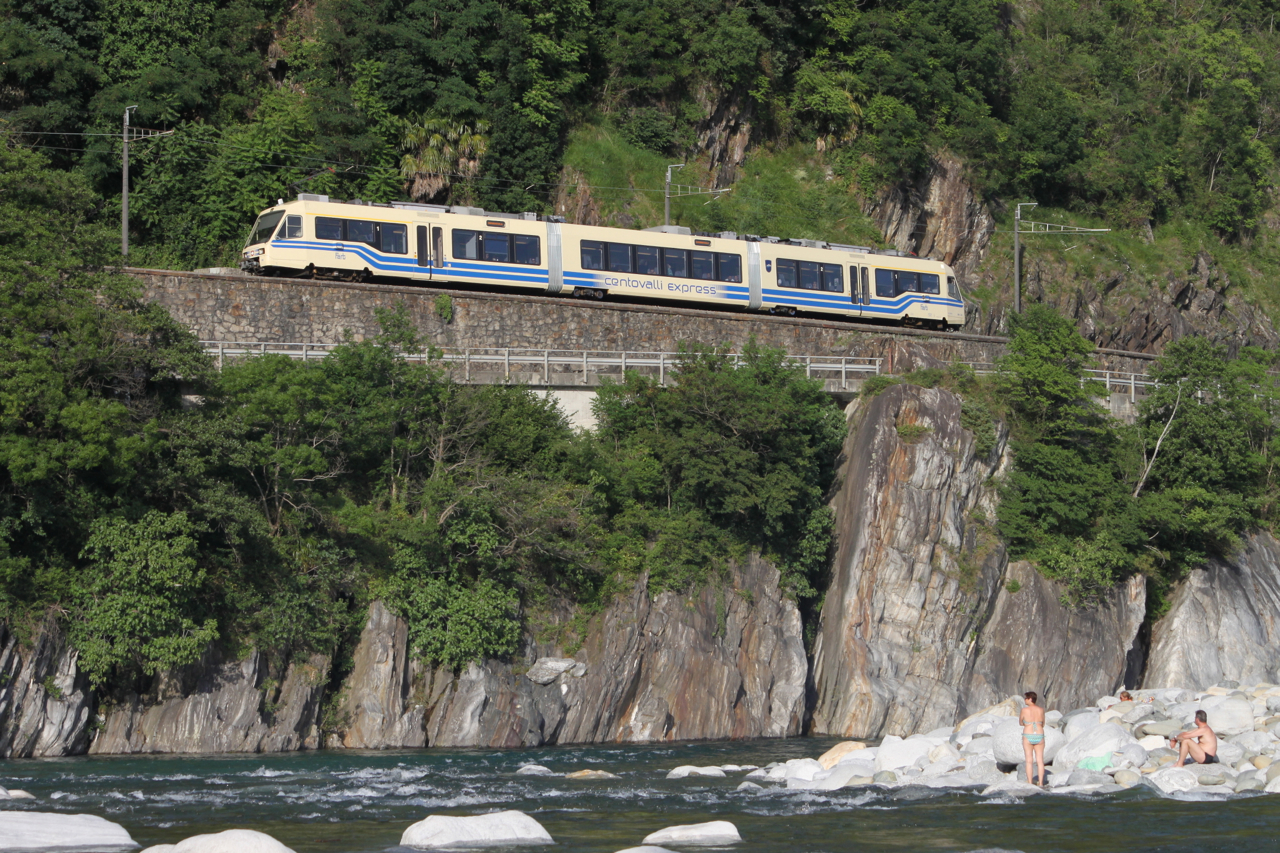
ABe 4/8 46 in corsa tra San Martino e Ponte Brolla.

A partire dal dicembre 2010 quattro elettrotreni (55-58) sono stati sottoposti a lavori di ristrutturazione a cura dello stabilimento Bombardier di Villeneuve. La modifica visivamente più significativa è stata l'aggiunta di una cassa intermedia dotata di «oltre 30 posti a sedere»; il numero di posti a sedere offerti ammonta complessivamente a 119. Gli elettrotreni sono inoltre stati dotati «degli ultimi ritrovati in fatto di comfort: aria condizionata (ed è [stata] una prima per i treni delle Fart), nuovi interni ([sono stati] rifatti i sedili e l'accessoristica per la sistemazione dei bagagli, con prese per allacciamenti di computer portatili destinati ai passeggeri della prima classe)». Tale modifica è stata anche dovuta alla necessità di sopperire alla perdita in un incendio dell'ABe 4/6 51. Riservati al traffico internazionale, i convogli così modificati sono stati «ribattezzati col nome di "Centovalli Express"». Messi in servizio nel settembre 2011, gli ABe 4/8 45-48 hanno presto dovuto essere fermati, dopo che il n. 48 si era reso protagonista di due svii, per permettere le opportune verifiche e modifiche da parte del costruttore. Gli ABe 4/8 sono stati definitivamente rimessi in servizio nel maggio 2013.